# Falsomordellistena chrysotrichia
Falsomordellistena chrysotrichia is een keversoort uit de familie spartelkevers (Mordellidae). De wetenschappelijke naam van de soort is voor het eerst geldig gepubliceerd in 1951 door Nomura.